# 华南理工大学马克思主义学院
华南理工大学马克思主义学院（简称：华工马院）是华南理工大学下属的社科类学院，负责进行马克思主义理论研究和全校的思想政治理论课教学。

## 历史沿革
华工马院的历史可追溯至华南工学院在1953年4月成立的新民主主义论及政治经济学教研室，同年10月再改为马克思列宁主义教研室，以加强对学生进行系统的马列主义教育。文革期间，马列主义教研室被“砸烂”，全部教师下放干校，所有资料遭到严重破坏；1970年，政治课教师被分散到连队。学校恢复招生后，马列主义教研室于1973年重新恢复建立。。
1985年1月，学校决定在原马列主义教研室的基础上建立社会科学系。建系之初，设中共党史、马克思主义哲学、政治经济学3个教研室。随后陆续增设或收入马克思主义基础、工业经济、人文、自然辩证法和德育教研室。
2002年，社会科学系与艺术教育中心合并，建立人文社会科学学院。
2004年7月，由于华工入驻大学城后拓展了办学空间，人文社会科学学院分为政治与公共管理学院、法学院、新闻传播学院和艺术学院。
2009年4月，政治与公共管理学院再分为思想政治学院和公共管理学院；2015年，思想政治学院再更名为马克思主义学院。

## 组织机构

### 教学机构
- 马克思主义基本原理概论教研室
- 中国近现代史纲要教研室
- 毛泽东思想和中国特色社会主义理论体系概论教研室
- 思想道德修养和法律基础教研室
- 形势与政策教研室
- 研究生思想政治理论课教研室
- 马克思主义理论与实践教研室

### 研究机构
- 习近平新时代中国特色社会主义思想研究中心（广东省社会科学研究基地[4]）
- 马克思主义理论研究中心
- 未来与发展研究中心
- 统战理论政策研究室
- 心理咨询与健康教育中心
- 政府发展战略与绩效评价研究所
- 马克思主义中国化研究所
- 思想政治教育研究所
- 思想库发展中心
- 哲学研究所
- 思想政治理论课建设研究所
- 心理测评与应用心理学研究所
- 科学技术哲学研究中心

### 学院领导
截至2022年11月，学院的领导组成为：
- 党委书记：李良成
- 院长：解丽霞
- 副院长：张国启、闫坤如、王晓丽
- 党委副书记：叶玉嘉

## 学科设置
截至2020年9月，马克思学院共有如下的博士后流动站和研究生学位授权点：
- 博士後流动站：马克思主义理论
- 博士、硕士学位授权点：
  - 一级学科：马克思主义理论
  - 二级学科：马克思主义基本原理、马克思主义中国化研究、中国近现代史基本问题研究、思想政治教育

马克思学院曾拥有哲学硕士学位授权一级学科，但于2019年主动撤销。